# Ґолоґура (Вармінсько-Мазурське воєводство)
Ґолоґура (пол. Gołogóra, нім. Blankenberg) — село в Польщі, у гміні Свьонтки Ольштинського повіту Вармінсько-Мазурського воєводства.
Населення — 299 осіб (2011).
У 1975-1998 роках село належало до Ольштинського воєводства.

## Демографія
Демографічна структура станом на 31 березня 2011 року:
|          | Загалом | Допрацездатний вік | Працездатний вік | Постпрацездатний вік |
| -------- | ------- | ------------------ | ---------------- | -------------------- |
| Чоловіки | 148     | 33                 | 104              | 11                   |
| Жінки    | 151     | 34                 | 96               | 21                   |
| Разом    | 299     | 67                 | 200              | 32                   |